# Дудник, Николай Денисович
Никола́й Дени́сович Ду́дник (1918—2006) — советский военный лётчик-истребитель, участник Великой Отечественной войны, генерал-майор авиации.

## Биография
Родился 17 апреля 1918 года в селе Ивановское Самарской губернии, ныне Большеглушицкого района Самарской области.
В 1921 году семья переехала в Крым и жила в станице Григорьевской. После окончания шести классов Николай поехал учиться в ФЗУ в город Симферополь, где стал заниматься в авиамодельном кружке. Затем семья переехала в Керчь, где Дудник поступил в вечернюю школу и учился в местном аэроклубе.
В 1940 году окончил Качинскую школу летчиков-истребителей со званием младший лейтенант и был направлен под Москву на пополнение истребительных полков ПВО. Его полк базировался под Серпуховым на аэродроме у деревни Липицы. Воевал Н. Д. Дудник с июня 1941 до конца 1945 года в составе 27-го и 178-го истребительных авиаполков 6-го истребительного авиационного корпуса ПВО, пройдя путь от летчика до командира авиационной эскадрильи.
После войны Николай Денисович окончил годичные курсы командиров авиаполка в Липецке. Служил в войсках Московского округа ПВО, где его последняя должность была — заместитель начальника штаба. Находясь в отставке, организовывал встречи ветеранов полка на Серпуховской земле, создал Совет ветеранов 178-го истребительного авиаполка. Также приложил немало усилий для создания в МОУ «Липицкая СОШ» музея 178-го иап.
Умер 3 октября 2006 года в Москве. Похоронен на Востряковском кладбище.

## Награды
- Награждён орденами Красного Знамени (дважды), Отечественной войны 1-й степени и Красной Звезды (дважды), а также многими медалями, среди которых «За оборону Киева», «За победу над Германией», «За боевые заслуги», «За оборону Сталинграда», «За взятие Берлина», «За освобождение Варшавы», «За освобождение Праги».[2]